# Genocidi del Putumayo
El genocidi del Putumayo és el terme utilitzat per referir-se als anys d'abusos, esclavitud forçada, massacres i etnocidi contra les poblacions ameríndies de l'Amazònia, específicament a la zona entre el riu Putumayo i el riu Caquetá durant l'època de 1879 a 1912 en plena febre del cautxú.

## Context
Amb el poder del govern peruà cedit a la Peruvian Amazon Company la potestat de representar-lo en els territoris amazònics al nord de Loreto, el fundador Julio César Arana va començar una política de pagament per control de terres, les hosts privades d'Aranda—portats de Barbados— que consistia a obligar els amerindis a treballar per ell a canvi de «favors i protecció», el local no podia negar-se perquè acabava sent raptat per mercenaris pagats per la companyia, ja dins de l'empresa els amerindis eren sotmesos a procés d'aïllaments en zones remotes per recol·lectar cautxú en condicions inhumanes i si no complia amb la quantitat requerida eren castigats fins a la mort o eren desapareguts pels castigadors als anomenats camps llunyans on s'aniquilaria al 90% de les poblacions amazòniques.

## Reaccions al genocidi

### Denúncies de Walter Hardenburg i Roger Casement
En 1909, l'enginyer estatunidenc Walter Hardenburg públic Putumayo: The Devil’s Paradise on denunciava els fets que venien ocorrent amb l'explotació del cautxú en territoris colombià i peruà.

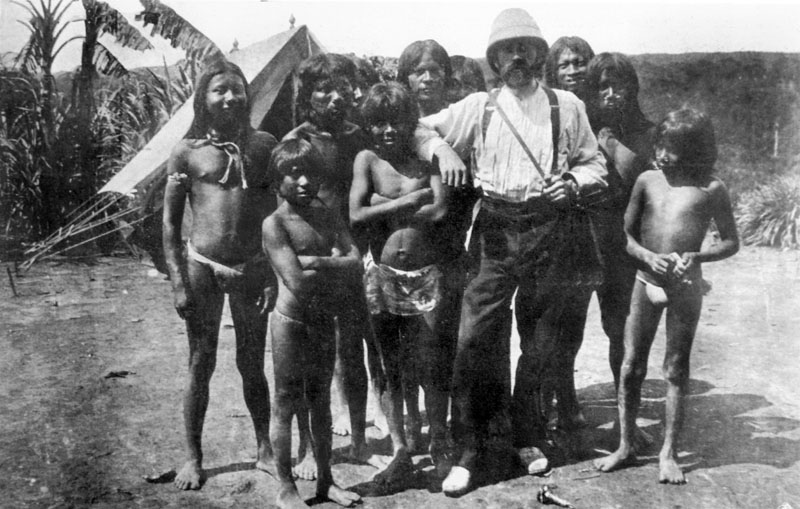
Casement amb amerindis de la conca del riu Putumayo.

En 1906 va ser denunciat pel irlandès Roger Casement davant els governs occidentals sobre els excessos comesos per Arana va publicar el 1912 el Libro Azul Británico. Informe y otras cartas sobre las atrocidades en el Putumayo denunciant la mort fins a la data d'almenys 40.000 persones, obtenint només un judici per «maltractament laboral» cap a la Peruvian Amazon Company, al final en 1913 es donaria una ordre per a tancar aquesta empresa; sense aconseguir obtenir un judici per crims de lesa humanitat contra Arana, que era la principal meta de Casement.

### Tractat de límits fronterers entre Colòmbia i el Perú
En 1933 els governs de la República Peruana i Colòmbia van signar el Tractat Salomón-Lozano on el primer cedia la zona entre el Putumayo i el Caquetá al segon, arran d'això la Peruvian Amazon Company van desplaçar forçosament a diversos amerindis cap a les zones del riu Napo i el riu Amazones per a no competir amb les empreses colombianes de cautxú, malgrat això la companyia continuava administrant diverses sucursals en Puerto Arica, La Chorrera, La Victoria entre d'altres. En aquest procés van disminuir els informes de massacres realitzades per cautxers.

### Matança i abusos després del tractat de límits

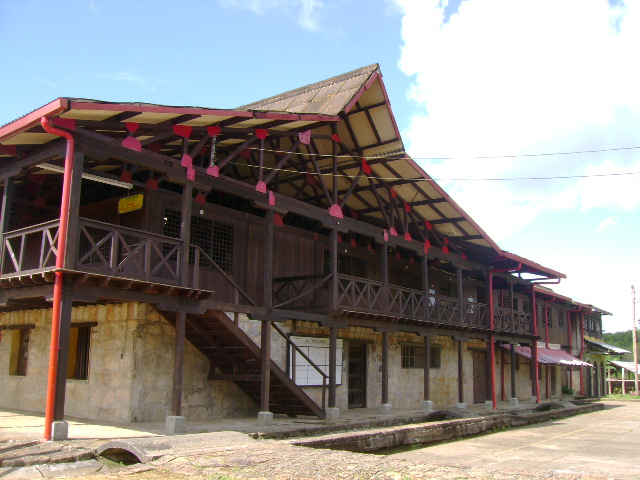
Casa Arana propietat de la Peruvian Amazon Company a La Chorrera, actualment és monument nacional de Colòmbia.

Posterior a la guerra colombiano-peruana de 1933 durant la colombianització de les regions del Putumayo i Caquetá es van reportar nous successos de tortures comeses per les autoritats del govern colombià per assimilar les poblacions que es resistia a canviar de nacionalitat provocant un èxode d'amerindis i mestissos al Perú. Colòmbia en 1969 va pagar una indemnització de 200 mil dòlars, a la Casa Arana, però no va reparar material ni moralment a les víctimes del genocidi. La Casa Arana és un lloc de la memòria del genocidi del Putumayo contra les comunitats amazòniques.

### Disculpes públiques del Govern Colombià
En 2012 el president Juan Manuel Santos, va demanar perdó a les comunitats amazòniques pels fets ocorreguts durant aquests anys.
| « | "A les comunitats dels pobles Uitoto, Bora, Okaina, Muinane, Andoque, Nonuya, Miraña, Yukuna i Matapí, a tots demano perdó pels seus morts, pels seus orfes, per les seves víctimes". Juan Manuel Santos, president de Colòmbia 2012 | » |

## El Genocidi en la cultura popular
- Mario Vargas Llosa en el seu llibre "El sueño del celta".
- José Eustasio Rivera a la seva novel·la ‘La vorágine’
- Ciro Guerra en la seva pel·lícula ‘El abrazo de la serpiente’